# ناتشيت (أختاتشي الشرقي)
ناتشیت (بالفارسية: ناچیت) هي قرية تقع في إيران في أذربيجان الغربية. يقدر عدد سكانها بـ 1,552 نسمة، و 269 عائلة.